# Климент (Москвин)
Епи́скоп Кли́мент (в миру Козма Платонович Москви́н; 1880, Костромская губерния — 26 июня 1921, Балаково, Самарская губерния) — епископ Древлеправославной церкви христовой, епископ Самарский, Симбирский и Уфимский.

## Биография
Был начётчиком, затем старообрядческим священником в Костроме, служил также в селе Куниково. Исполнял обязанности благочинного. В 1910-х годы неоднократно выдвигался кандидатом во епископы на разные епархии.
Эпизодически публиковался в старообрядческой периодике. В 1912 году при поддержке старообрядческого братства Святого Креста выпустил книгу «Опровержение миссионерской клеветы на св. мощи персидских мучеников» — ответ на измышления миссионера Е. К. Зубарева и его брошюру «„Персидские мощи“ у старообрядцев австрийцев» (Кострома, 1912). За резкие выражения в адрес миссионера по решению суда был оштрафован.
В январе или феврале 1921 года был пострижен в иноки с наречением имени Климент и рукоположен в сан епископа на Самарско-Симбирскую и Уфимскую епархию. Хиротонию возглавил епископ Александр (Богатенков). Хиротония была совершена по-видимому, в Москве, на Рогожском. 14 февраля уже из Костромы епископ Климент сообщал, что приехал в этот город.
Управлял епархией недолго. 26 июня 1921 года скончался от холеры в Балакове на квартире протоиерея Харитона Глинкина. Как написал священник Иоанн Гришенков: «Пожил у нас в Балакове 15 дней. Началось его служение у нас очень хорошо, с каждым днём он заставлял всё больше себя любить, Поторжествовали храмовой праз[дник] Св. Троицы, встречали и чествовали его, была хиротония священ[ника], в Нед[елю] Всех Святых тоже хиротон[ия] в священ[ника]. В субботу были похороны матушки о. Михаила, были на обеде, хорошо служили всенощ[ную] и утром собирался за обедню, но начало ему после 5 час. утра нездоровиться. Слабило желудок. После обедни было назначено общее собрание, но в конце обедни о. Харитон приходит и говор[ит], что болезни в полном разгаре; все, какие могли, были приняты меры, но бесполезно, в 2 ч[аса] исправился и в 3 тихо скончался. В нашем приходе этой болезнью только 3-й случай, но он увлёк в могилу и нашего дорого владыку, так много показавшего надежд в своей широкой деятельности».